# Nicolas de Neufville de Villeroy

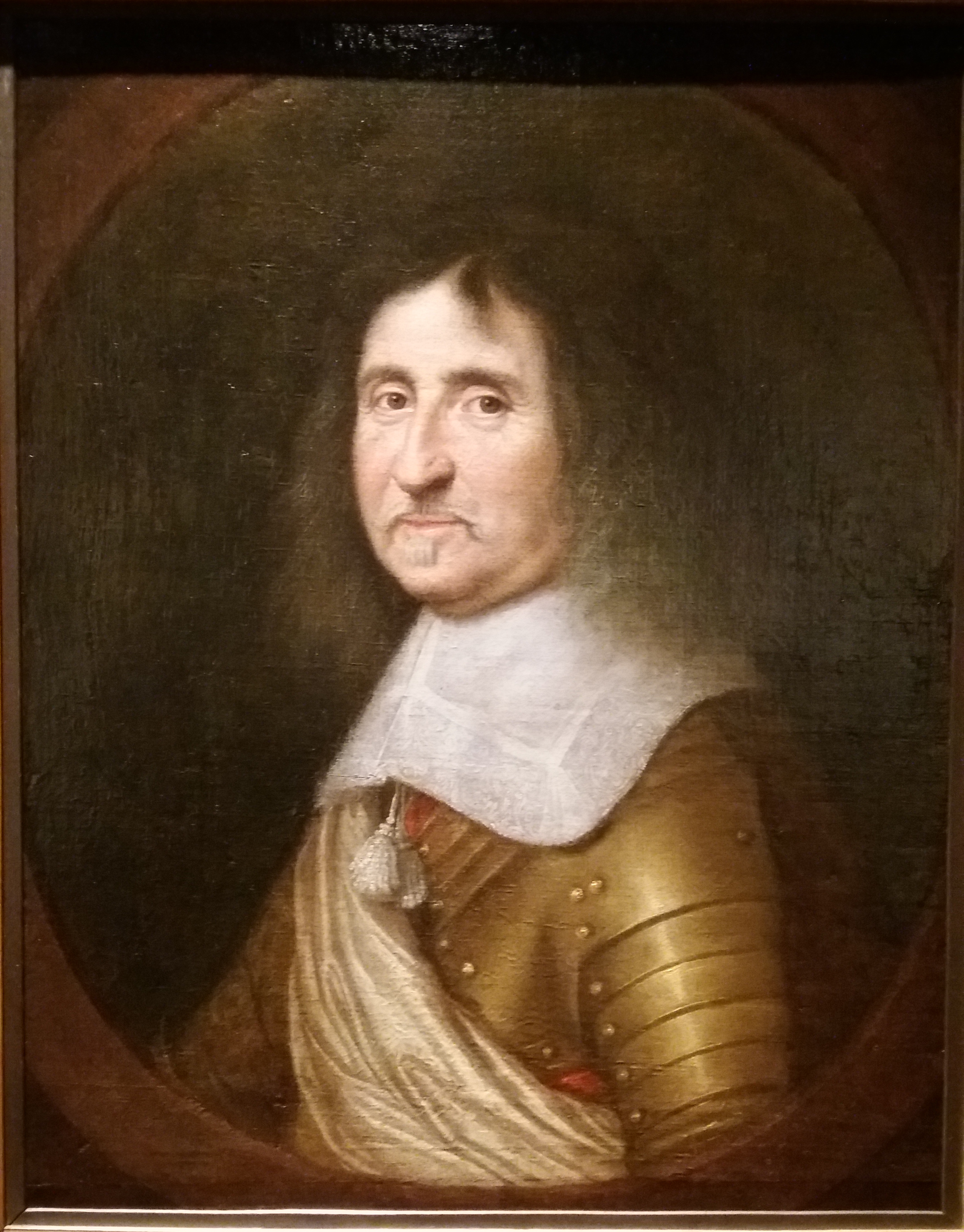
Nicolas de Neufville de Villeroy, anonyme, musées Gadagne.

Pour les articles homonymes, voir Neuville et Villeroy.
Pour les articles homonymes, voir Nicolas V (homonymie).
Nicolas V de Neufville, marquis, puis (1651) 1er duc de Villeroy et pair de France, marquis d'Alincourt  et seigneur de Magny, né le 14 octobre 1598 et mort le 28 novembre 1685, est un militaire français. Il est élevé à la dignité de maréchal de France en 1646

## Biographie
Nicolas de Neufville descend de la famille de Neufville de Villeroy, une famille de la noblesse lorraine, anoblie par Louis XII au XVIe siècle. Il est le fils ainé de Charles de Neufville (1566-1642), marquis de Villeroy et d'Alincourt, et de sa seconde épouse, Jacqueline de Harlay de Sancy. 
Nicolas de Neufville est élevé auprès de Louis XIII comme enfant d’honneur. Dès le 29 mai 1615, il reçoit le gouvernement du Lyonnais en survivance de son père. Il l'exerce effectivement à compter du décès de ce dernier en 1642.

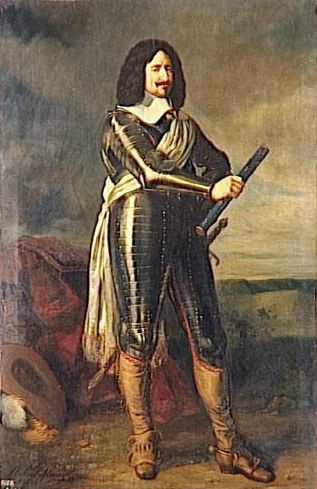
Nicolas de Neufville, duc de Villeroy, maréchal de France (1598-1685), Joseph-Nicolas Robert-Fleury, 1834.

Il sert en Italie avec Lesdiguières et fut élevé à la dignité de maréchal de France le 20 octobre 1646 grâce à la protection du cardinal Jules Mazarin.  
Le 9 mars 1646, le maréchal de Villeroy est nommé par la Reine mère gouverneur de Louis XIV, sous l'autorité du cardinal Jules Mazarin, choisi comme « surintendant au gouvernement et à la conduite du Roi ». Il est difficile de lui attribuer quelque influence – bonne ou mauvaise – sur la formation du jeune roi.
Il fut fait duc de Villeroy et pair de France en septembre 1651. 
Grand maître de France au sacre de Louis XIV, il fut fait chevalier de l'Ordre du Saint-Esprit le 31 décembre 1661. Louis XIV le nomma également chef du Conseil royal des finances le 15 septembre 1661. Il conserva jusqu'à sa mort cette fonction, qui eut une certaine importance au moment de la suppression de la surintendance des finances, mais devint ensuite largement honorifique.

Son tombeau, dessiné par Thomas Blanchet, se trouvait dans la chapelle de Villeroy de l'église du Carmel à Lyon .

### Mariage et descendance
Il épouse le 11 juillet 1617 Madeleine de Blanchefort de Créquy, fille de Charles II de Blanchefort Créquy, prince de Poix, maréchal de France, et de Madeleine de Bonne de Lesdiguières. 
De ce mariage, sont issus quatre enfants :
- Charles de Neufville de Villeroy (†1645), marquis d'Alincourt ;
- François de Neufville de Villeroy (1644-1730), 2e duc de Villeroy ;
- Françoise de Neufville de Villeroy (†1701) mariée (1) avec Just, comte de Tournon (†1644)[4], puis (2, 1646) avec Henri Louis d'Albert d'Ailly, 2e duc de Chaulnes (†1653), puis (3) avec Jean Vignier, marquis d'Hauterive ;
- Catherine de Neufville de Villeroy (1639-1707) mariée (1660) avec Louis de Lorraine-Armagnac (1641-1718), comte d'Armagnac, de Charny et de Brionne.

Il fut l'amant de Catherine-Charlotte de Gramont, princesse de Monaco.

## Armoiries
| Blason | Blasonnement : D'azur au chevron d'or, accompagné de trois croisettes ancrées du même. |

### Sources et bibliographie
- Jean Duquesne Dictionnaire des Gouverneurs de Province Éditions Christian , Paris 2002  (ISBN 9782864960997)
- Luc-Normand Tellier, Face aux Colbert : les Le Tellier, Vauban, Turgot ... et l'avènement du libéralisme, Presses de l'Université du Québec, 1987, 816 p. Etexte  (ISBN 2-7605-0461-1).
- Notices d'autorité :   - VIAF
  - ISNI
  - IdRef
  - LCCN
  - GND
  - Pologne
  - WorldCat